# Министр по делам ветеранов США
Министр по делам ветеранов США — глава министерства по делам ветеранов США, член кабинета США, семнадцатый в линии наследования президентских полномочий. Должность была создана 15 марта 1989 с вводом Министерства по делам ветеранов в состав Кабинета США.
До назначения Дэвида Шулкина в 2017 все министры, назначавшиеся на эту должность, были ветеранами вооружённых сил США, но формально это требование не является обязательным требованием для замещения должности министра.

## Список министров по делам ветеранов США
| №        | Имя               | Даты пребывания в должности       | Служили при президенте |
| -------- | ----------------- | --------------------------------- | ---------------------- |
| 1.       | Эд Дервински      | 15 марта 1989 — 26 сентября 1992  | Джордж Буш-старший     |
| и. о.    | Энтони Принсипи   | 26 сентября 1992 — 20 января 1993 | Джордж Буш-старший     |
| 2.       | Джесси Браун      | 22 января 1993 — 1 июля 1997      | Билл Клинтон           |
| и. о.    | Гершель Губер     | 1 июля 1997 — 2 января 1998       | Билл Клинтон           |
| и. о. 3. | Того Уэст         | 2 января — 5 мая 1998             | Билл Клинтон           |
| и. о. 3. | Того Уэст         | 5 мая 1998 — 25 июля 2000         | Билл Клинтон           |
| и. о.    | Гершель Губер     | 25 июля 2000 — 20 января 2001     | Билл Клинтон           |
| 4.       | Энтони Принсипи   | 23 января 2001 — 26 января 2005   | Джордж Буш-младший     |
| 5.       | Джим Николсон     | 26 января 2005 — 1 октября 2007   | Джордж Буш-младший     |
| и. о.    | Гордон Мэнсфилд   | 1 октября 2007 — 20 декабря 2007  | Джордж Буш-младший     |
| 6.       | Джеймс Пик        | 20 декабря 2007 — 20 января 2009  | Джордж Буш-младший     |
| 7.       | Эрик Шинсеки      | 20 января 2009 — 30 мая 2014      | Барак Обама            |
| и. о.    | Слоун Гибсон      | 30 мая 2014 — 30 июля 2014        | Барак Обама            |
| 8.       | Роберт Макдональд | 30 июля 2014 — 20 января 2017     | Барак Обама            |
| и. о.    | Роберт Снайдер    | 20 января 2017 — 14 февраля 2017  | Дональд Трамп          |
| 9.       | Дэвид Шулкин      | 14 февраля 2017 — 28 марта 2018   | Дональд Трамп          |
| и. о.    | Роберт Уилки      | 28 марта 2018 — 29 мая 2018       | Дональд Трамп          |
| и. о.    | Питер О’Рурк      | 29 мая 2018 — 30 июля 2018        | Дональд Трамп          |
| 10.      | Роберт Уилки      | 30 июля 2018 — 20 января 2021     | Дональд Трамп          |
| и. о.    | Дэт Трэн          | 20 января 2021 — 9 февраля 2021   | Джо Байден             |
| 11.      | Денис Макдоноу    | 9 февраля 2021 — 20 января 2025   | Джо Байден             |
| 12.      | Дуг Коллинз       | 4 февраля 2025 —                  | Дональд Трамп          |